# 김길성 (정치인)
김길성(金桔城, 1966년 3월 7일~)은 대한민국의 정치인이다. 제44대 서울 중구청장이다.

## 학력
- 서울광희초등학교 졸업
- 동북중학교 졸업
- 성동고등학교 졸업
- 우석대학교 학사
- 연세대학교 행정학 석사

## 경력
- 1987.01 ~ 1987.12: 우석대학교 총학생회 회장
- 1995.09 ~ 1997.12: 광남일보 정치부 기자
- 2006.09 ~ 2008.01: 한국문화정보센터 비상임감사
- 2006.11 ~ 2008.01: 법무법인 홍윤 고문
- 2008.01 ~ 2008.02: 대통령직수인수위원회 정책연구위원
- 2022.02 ~ 2009.02: 청와대 대변인실 행정관
- 2009.02 ~ 2009.08: LIG넥스원 상무
- 2009.09 ~ 2011.05: 용인도시공사 사장
- 2011.12: 재경전라북도민회 부회장
- 개성공업지구재원재단 사무국장
- 여의도연구원 데이터랩센터장
- 2016.05 ~ 2020.05: 국회 지상욱 의원실 보좌관
- 2022.02 ~ : 단국대학교 초빙교수
- 2022.07 ~ : 제44대 민선 8기 서울특별시 중구청장
- 2023.07 ~ 2024.06: 서울시구청장협의회(서북권) 부회장
- 2024.07 ~ : 서울시구청장협의회 감사

## 역대 선거 결과
| 실시년도 | 선거      | 대수 | 직책   | 선거구    | 정당     | 득표수   | 득표율          | 순위 | 당락 | 비고           |
| -------- | --------- | ---- | ------ | --------- | -------- | -------- | --------------- | ---- | ---- | -------------- |
| 2022년   | 지방 선거 | 44대 | 구청장 | 서울 중구 | 국민의힘 | 30,065표 | \| \| 50.40% \| | 1위  |      | 초선, 민선 8기 |
|          | 50.40%    |      |        |           |          |          |                 |      |      |                |

| 전임 서양호 | 제44대 서울특별시 중구청장(민선) 2022년 7월 1일~ |  |